# Calymperes venezuelanum
Calymperes venezuelanum là một loài rêu trong họ Calymperaceae. Loài này được Mitt. Broth. ex Pittier mô tả khoa học đầu tiên năm 1936.